# Men in Love
Men in Love è un singolo del gruppo musicale indie rock statunitense Gossip, pubblicato il 29 ottobre 2010 dall'etichetta discografica Columbia.
Il brano è stato scritto dai Gossip e prodotto da Rick Rubin ed è stato estratto dall'album Music for Men.

## Tracce
CD-Single (Columbia 88697 80631 2 (Sony) / EAN 0886978063120)
1. Men in Love - 3:41
2. Men in Love (NRJ Session) - 3:01

## Classifiche
| Classifica (2010) | Posizione raggiunta |
| ----------------- | ------------------- |
| Germania          | 58                  |
| Belgio (Fiandre)  | 85                  |